# Smic, Smac, Smoc
Smic, Smac, Smoc és una pel·lícula dirigida per Claude Lelouch el 1971.

## Argument
Tres obrers són els millors amics del món fins al dia en què un d'ells es casa.

## Repartiment
- Catherine Allégret: Catherine
- Amidou: Robert, anomenat « Smoc »
- Charles Gérard: Charlot, anomenat « Smic »
- Jean Collomb: Jeannot, anomenat « Smac »
- Francis Lai: L'acordionista cec
- Pierre Uytterhoeven: L'empleat d'una benzineria
- Arlette Gordon: Zelda, la prostituta
- Claude Pinoteau: El comissari
- Claude Lelouch: Un brètol
- Jean Duguay

## Premis
- Selecció oficial al Festival de Venècia
- Selecció oficial al Festival de San Francisco